# Carlos Augusto León
Carlos Augusto León Arocha (Caracas, 20 de octubre de 1914 - 13 de mayo de 1997) fue un poeta, ensayista, pedagogo, periodista y político venezolano. 
Combinó su formación científica con una gran sensibilidad humanística manifiesta en una extensa producción poética, en la que defendió las luchas populares y de la mujer, convirtiéndose en una de las voces más importantes de la poesía social hispanoamericana.

## Reseña biográfica
Cursó sus estudios primarios en el Colegio La Salle y los secundarios en el Liceo Caracas, institución dirigida entonces por Rómulo Gallegos. Más tarde se graduó como profesor de historia y geografía en el Instituto Pedagógico de Caracas y en 1936 obtuvo un doctorado en Ciencias Físicas y Matemáticas de la Universidad Central de Venezuela (UCV).

### Actividad política
Sus ideas lo llevaron a un temprano exilio en México durante el gobierno de Eleazar López Contreras. Entonces fue uno de los integrantes de URLA, Unión de Revolucionarios Latinoamericanos donde conoció a otros intelectuales como Juan Marinello, Diego Rivera, Silvestre Revueltas, David Alfaro Siqueiros, José Venturelli, Gustavo Machado y Aníbal Ponce.
A su regreso, como militante del Partido Comunista de Venezuela, fundó en 1942 el semanario Aquí Está junto a Miguel Otero Silva y Ernesto Silva Tellerías, periódico que substituyó a El Martillo como órgano de prensa del partido.
Por su actividad política terminó en la cárcel durante el gobierno de Marcos Pérez Jiménez y tras ser liberado, volvió de nuevo al exilio. Viajó a México, a Francia y a diversos países socialistas, entre ellos la Unión Soviética, donde en 1953 fue galardonado con la Medalla de Oro del Consejo Mundial de la Paz.
De regreso a su país, fue elegido miembro del Concejo Municipal de Caracas y luego, senador del Congreso Nacional.

### Actividad literaria
Se considera que su obra literaria fue inicialmente influenciada por el estudio de la poesía de José Antonio Ramos Sucre -de quien se le llegó a considerar su discípulo- y del movimiento vanguardista latinoamericano.
Formó parte del GOT - Grupo "Cero de Teoréticos", agrupación de reflexión artística que reunía a diversos jóvenes intelectuales de la Caracas de entonces, y en 1930 -teniendo apenas 15 años-, publicó sus primeros poemas de corte vanguardista en la revista Élite.
Su primer libro de poesía fue terminado durante su exilio en México, Los pasos vivientes (1940), y de regreso a Venezuela, publicó en 1944, Canto de mi país en esta guerra. 

#### Publicaciones[8][9]
- Los pasos vivientes (México: Ed. Morelos, 1940)
- Canto de mi país en esta guerra (Caracas: Ed. Suma, 1944)
- Homenaje a Jorge Manrique (Caracas: Ed. Bolívar, 1947)
- Los nombres de la vida (Caracas: Ed. Séneca, 1947)
- La niña de la calavera y otros poemas (Caracas: Litografía del Comercio, 1948)
- A solas con la vida (Caracas: Ed. Ávila Gráfica, 1948)
- Moscú: ciudad del hombre (Caracas: Ed. Ávila Gráfica, 1949)
- Canto a Corea (Caracas: Tipografía Vargas, 1949)
- Canto de paz (Caracas: Ed. Ávila Gráfica, 1950)
- La muerte en Hollywood (Caracas: Ed. Ávila Gráfica, 1950)
- Tres poemas (Caracas: Tipografía Vargas, 1951)
- Poesías (México: Ed. Beatriz de Silva, 1954)
- Versos ante el mural de La Gloriosa Victoria (México, Valle, 1955)
- El Hombre y la estrella; prosa y poesía (Caracas: Universidad Central de Venezuela, Dirección de Cultura, 1965)
- Tu pequeña vida (Caracas: Ediciones Bitácora, 1966)
- Interior Hombre (Caracas: Universidad Central de Venezuela, Dirección de Cultura, 1968)
- Tratado del recuerdo y del olvido: poemas (Caracas: Ministerio de Educación, 1969)
- Siempre amor (Caracas: Editorial Arte, 1970)
- Los ojos abiertos (Caracas: Editorial Tiempo Nuevo, 1971)
- Solamente el alba (Caracas: Universidad Central de Venezuela, Dirección de Cultura, 1973)
- Una gota de agua (Caracas: Imprenta Universitaria, 1974)
- Vivencia de la danza (Caracas: Universidad Central de Venezuela, Dirección de Cultura, 1974)
- Niño es más que hombre (Caracas: XIV Congreso Mundial de la Educación Pre-escolar, 1974)
- El consejero de la juventud: o, Consejos increíbles de David Amador (Caracas: Universidad Central de Venezuela, Dirección de Cultura, 1974)
- El río fértil: poesía hasta 1980 (Caracas: Universidad Central de Venezuela, Dirección de Cultura, 1980)
- Los círculos concéntricos (Caracas: Universidad Central de Venezuela, Fondo Editorial de Humanidades y Educación, 1980)
- Coplas de amanecer para Lupe (Caracas: Ed. ALA Amigos del Libro de Arte, 1983)
- Los distintos profundos (Caracas: Ediciones de la Presidencia de la República, 1984)
- Juegos del yo (Caracas: Universidad Central de Venezuela, Fondo Editorial de Humanidades y Educación, 1989)

## Distinciones
- Premio Municipal de Literatura (1943)
- Premio Municipal de Prosa (1946) por el ensayo Las Piedras Mágicas (sobre el poeta Ramos Sucre)
- Premio Nacional de Literatura (1948) por el poemario A Solas con la Vida